# Василий Аргир
Василий Аргир (греч. Βασίλειος Ἀργυρός; ок. 970 — после 1023) — византийский политик и военачальник из рода Аргиров, брат императора Романа III.
Согласно Иоанну Скилице, Василий Аргир был стратегом Самоса, направленным на борьбу с восстанием Мелуса в Италии в 1010/11 годах. Возможно, что Скилица смешал его с тогдашним катепаном Италии Василием Месардонитом. С другой стороны, Аргир, вероятно, был командующим флотом, посланным, чтобы поддержать Месардонита в подавлении восстания. Он был отозван из Италии ок. 1017 года. Современные исследователи, такие как Гилу и Ваннье, отождествляют Аргира с Месардонитом, однако их мнение не разделял Александр Каждан.
После перерыва в своей задокументированной карьере Василий становится первым византийским правителем Васпуракана, армянского царства, переданного его царём Сенекеримом императору Василию II в 1021/22. Вскоре после своего назначения он был лишён должности из-за некомпетентности. Разрыв в карьере Василия может быть заполнен информацией, представленной на обнаруженной в болгарской Преславе печати, на которой Василий назван патрикием и стратегом Фракии. 
Василий и члены его семьи играли важную роль в византийском взаимодействии с восточными соседями империи. Брак дочери Василия Елены с грузинским царем Багратом IV был частью мирного соглашения, заключенного матерью Баграта царицей Мариам, дочерью бывшего царя Васпуракана Сенекерима. Скилица также сообщает, что сыновья Василия, имевшие титул архонта, проживали в анатолийской феме в середине XI века. Ещё одна неизвестная по имени дочь Василия вышла замуж за полководца Константина Диогена и стала матерью будущего императора Романа IV Диогена.